# Ангиология

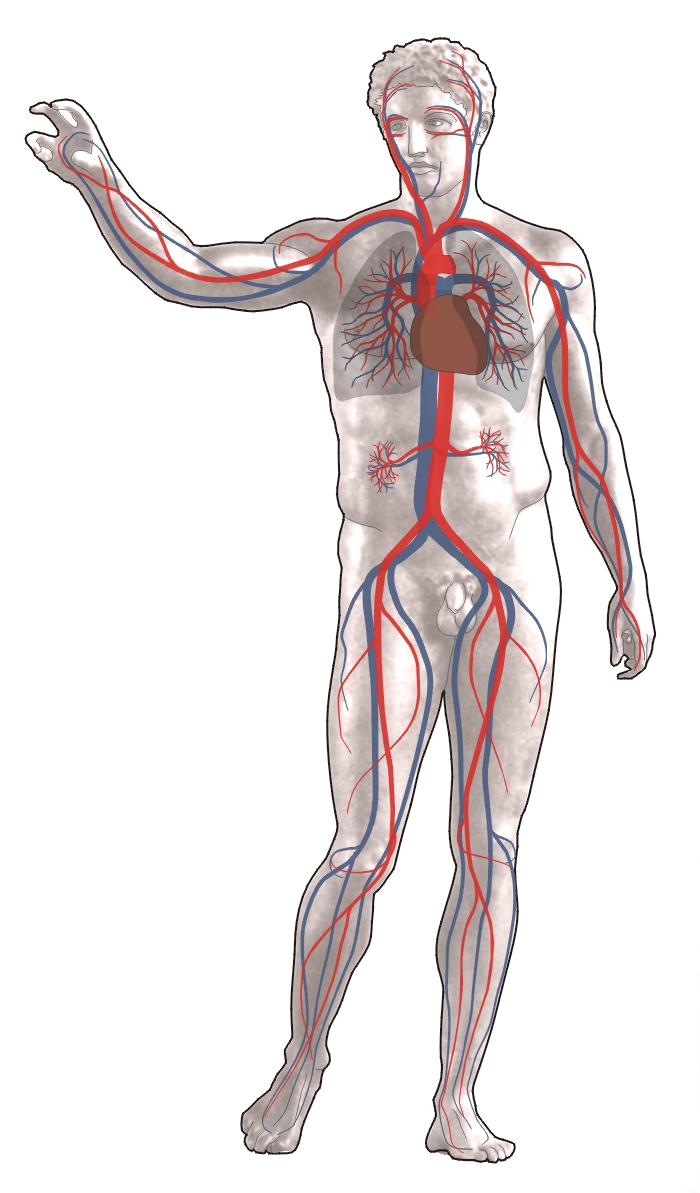
Кровеносная система человека

Ангиоло́гия (от греч. ἀγγεῖον — «сосуд, труба» и λόγος «учение, наука») — раздел анатомии, изучающий кровеносные и лимфатические сосуды, их строение и функционирование, их заболевания и патологические состояния, методы диагностики, профилактики и лечение этих заболеваний.
Ангиология также тесно связана с сосудистой хирургией (она же венозная хирургия, от англ. vascular — «сосудистый» + surgery — «хирургия»). Сосудистая хирургия, в свою очередь, является одним из направлений в США (vascular surgery), Германии (Gefäßchirurgie) и других странах.
Впервые термин был введён Клавдием Галеном, который называл ангиологией операцию по иссечению части кровеносного сосуда. Современную интерпретацию сформулировал Л. Хейстер. Кроме Галена, большой вклад в становление ангиологических знаний внесли А. Везалий, М. Мальпиги и другие.
Заболевания артерий включают аорту (аневризмы и расслоение) и артерии, питающие ноги, руки, почки, мозг, кишечник. Она также охватывает артериальный тромбоз и эмболию, васкулиты и вазоспастические расстройства. Ангиология занимается профилактикой сердечно-сосудистых заболеваний, таких как сердечный приступ и инсульт. Заболевания вен включают венозный тромбоз, хроническую венозную недостаточность и варикозное расширение вен. Лимфатические заболевания включают первичную и вторичную формы лимфедемы. Ангиология также включает в себя модификацию факторов риска сосудистых заболеваний, таких как высокий уровень холестерина, высокое кровяное давление.
Сердечно-сосудистые факторы риска, такие как высокое кровяное давление, повышенный уровень холестерина и другие, подпадают под специализацию сосудистой медицины.
.

## Дополнительные источники
- Покровский А. В. Клиническая ангиология. — Практическое руководство в 2-х томах. — ISBN 5-225-04738-6
- Куприянов В. В. Ангиология // Большая медицинская энциклопедия : в 30 т. / гл. ред. Б. В. Петровский. — 3-е изд. — М. : Советская энциклопедия, 1974. — Т. 1 : А — Антибиоз. — С. 466—467. — 576 с. : ил.
- Бобрик И. И., Шевченко Е. А., Черкасов В. Г. Глава 1. Изучение кровеносных и лимфатических сосудов как важнейший фактор развития медицины // Развитие кровеносных и лимфатических сосудов. — Киев: Здоровья, 1991. — 206 с. — ISBN 5-311-02442-9.